# Туманность Калифорния
NGC 1499 (другое обозначение — LBN 756, туманность Калифорния) — эмиссионная туманность в созвездии Персей. Обладает красноватым цветом, а по форме напоминает[кому?] очертания американского штата Калифорния.
Протяжённость туманности составляет около 100 св. лет., расстояние от Земли — 1500 св. л.
Этот объект входит в число перечисленных в оригинальной редакции «Нового общего каталога».

## Внешние ссылки
- О туманности на APOD